# Sniper (informatique)
Pour les articles homonymes, voir Sniper (homonymie).
Un sniper est un type d'outil informatique (logiciel ou site web) qui permet à son utilisateur, une fois programmé, d'enchérir automatiquement à sa place sur certains sites de vente aux enchères en ligne.

## Historique
L'apparition de snipers est intimement liée à la croissance et à la popularité du site de ventes aux enchères eBay. Les utilisateurs ont en effet cherché à disposer d'outils leur permettant d'éviter de rester devant leur ordinateur pour suivre l'évolution des enchères et enchérir au dernier instant.

## Fonctionnement

### Les différents types desnipers
Il existe deux types de snipers :

#### Leslogiciels
Après installation sur l'ordinateur, il est nécessaire de le paramétrer en indiquant les codes d'accès au site d'enchères, puis de saisir la liste des objets sur lesquels on souhaite enchérir automatiquement, en fournissant un montant maximum, et une heure d'enchère.
L'ordinateur doit rester allumé. À l'heure prévue, l'ordinateur se connecte au réseau Internet,  puis au site d'enchère, et place automatiquement l'enchère à la place de l'utilisateur.

#### Lessites web
Le paramétrage est identique, mais la saisie se fait directement sur un site web. À l'heure prévue, le site web se connecte au serveur du site d'enchères, et place l'enchère.
Il n'est donc pas nécessaire de laisser l'ordinateur allumé. L'avantage principal réside dans la sécurité de cet outil : la panne informatique ou de courant, ou l'interruption de la ligne internet de l'utilisateur, ne sont pas susceptibles d'empêcher le placement de l'enchère.
(pour Ebay) une validation sur votre compte sera nécessaire afin d autoriser une partie tierce a enchérir a votre place.

### Sites d'enchères concernés
Depuis la disparition de Yahoo! Auctions, trois sites sont desservis par des snipers :
- eBay, par un grand nombre de logiciels et de sites web, majoritairement en anglais ;
- Delcampe, par un seul site, dénommé Snippy's, en français et en anglais.

## Prix

### Prix selon le type desniper
Le prix à payer est variable selon l'outil :
- pour un logiciel : après avoir investi dans l'achat du logiciel, l'utilisation est soit gratuite et illimitée ou une connexion a votre compte web ;
- pour un site web : selon les sites, il est possible soit de s'abonner forfaitairement pour une durée donnée (1 mois, 3 mois, 1 an) avec un nombre forfaitaire d'enchères automatiques, soit de payer un frais fixe à chaque enchère remportée sous forme de jeton, ou un un pourcentage en fonction du montant de l'enchère.

La grande majorité des sites proposent aux internautes une période d'essai gratuite.

### Moyens de paiement
Les moyens de paiement sont déterminées par chaque site web. Les plus utilisés sont les suivants :
- PayPal, la plate-forme de paiement électronique dont eBay est propriétaire depuis 2002 ;
- Moneybookers, plate-forme de paiement électronique indépendante, accessible entre autres depuis Delcampe International.

## Liste desnipers
| Langue    | Outil d'enchère | Type d'outil        | Site concerné    | Licence de logiciel | Gratuit / Payant | SSL       |
| --------- | --------------- | ------------------- | ---------------- | ------------------- | ---------------- | --------- |
| (fr)      | MyBuy           | logiciel            | eBay             | Propriétaire        | Payant           | Oui       |
| (en)      | Auction Aux     | logiciel            | eBay             | Propriétaire        | Payant           |           |
| (en)      | Auction Sentry  | logiciel            | eBay             | Propriétaire        | Payant           | Oui       |
| (en)      | BidRobot        | logiciel            | eBay             | Propriétaire        | Payant           | Oui       |
| (en)      | BidSlammer      | logiciel            | eBay             | Propriétaire        | Payant           | Oui       |
| (en)      | EZ sniper       | logiciel            | eBay             | Propriétaire        | Payant           | Oui       |
| (en)      | JBidwatcher     | logiciel            | eBay             | LGPL                | Gratuit          | Oui       |
| (en)      | Powersnipe      | logiciel            | eBay             | Propriétaire        | Payant           | Oui       |
| (de)      | Biet-O-Matic    | logiciel            | eBay             | GPL                 | Gratuit          | Oui       |
| (de)      | eSnipe          | logiciel            | eBay             | Propriétaire        | Payant           | Oui       |
| (fr + en) | Snippy's        | site web            | Delcampe et eBay | Propriétaire        | Payant           | Oui       |
| (en)      | Myibidder       | logiciel & site web | eBay             | Propriétaire        | Payant           | Oui       |
| (en)      | AuctionSniper   | site web            | eBay             | Propriétaire        | Payant           | Optionnel |
| (en)      | AuctionStealer  | site web            | eBay             | Propriétaire        | Payant           | Oui       |
| 18        | Bidnapper       | site web            | eBay             | Propriétaire        | Payant           | Oui       |
| (en)      | BidNip          | site web            | eBay             | Propriétaire        | Payant           | Oui       |
| (en)      | Gixen           | site web            | eBay             | Propriétaire        | Payant           | Oui       |
| (en)      | Snip            | site web            | eBay             | Propriétaire        | Payant           | Non       |
| (en)      | StealthBid      | site web            | eBay             | Propriétaire        | Payant           | Non       |

Certains de ces logiciels ne sont pas activement mis à jour face aux sites d'enchères qui sont continuellement modifiés : il n'est pas garanti que ces logiciels soient en état de fonctionnement.